# Кипозеро (озеро, Карелия)
Кипозеро — озеро на территории Сосновецкого сельского поселения Беломорского района Республики Карелии.

## Общие сведения
Площадь озера — 1,3 км². Располагается на высоте 100,5 метров над уровнем моря.
Форма озера продолговатая: оно вытянуто с северо-запада на юго-восток. Берега каменисто-песчаные.
Через озеро протекает река Шуя, впадающая в Белое море.
У юго-восточной оконечности озера расположен один относительно крупный (по масштабам водоёма) остров без названия.
Вдоль юго-западного берега проходит просёлочная дорога.
Код объекта в государственном водном реестре — 02020001411102000006628.